# Paul Weitz
Paul Weitz, né le 19 novembre 1965 à New York, est un acteur, producteur, réalisateur et scénariste américain.

## Biographie
Il est le frère de Chris Weitz, qui est aussi réalisateur, et le fils de l'actrice Susan Kohner.

## Filmographie

### Comme producteur
- 2001 : American Pie 2
- 2001 : Sexe et Dépendances (Off Centre) (série télévisée)
- 2002 : Dylan's Run
- 2003 : American Pie : Marions-les ! (American Wedding)
- 2004 : Cracking Up (série télévisée)
- 2004 : See This Movie
- 2004 : En bonne compagnie (In Good Company)
- 2006 : American Dreamz
- 2006 : Bickford Shmeckler's Cool Ideas
- 2013 : Admission de Paul Weitz (coproducteur)
- 2023 : Mon père et moi (About My Father) de Laura Terruso
- 2025 : Murderbot (série TV)

### Comme réalisateur
- 1999 : American Pie
- 2001 : Les Pieds sur terre (Down to Earth)
- 2002 : Pour un garçon (About a Boy)
- 2004 : Cracking Up (série télévisée)
- 2004 : En bonne compagnie (In Good Company)
- 2006 : American Dreamz
- 2009 : L'Assistant du vampire (Cirque du Freak: The Vampire's Assistant)
- 2010 : Mon beau-père et nous (Little Fockers)
- 2012 : Monsieur Flynn (Being Flynn)
- 2013 : Admission
- 2014 à 2018 : Mozart in the Jungle (série)
- 2015 : Grandma
- 2018 : Bel Canto
- 2021 : Un papa hors pair (Fatherhood)
- 2022 : Moving On
- 2025 : Murderbot (série TV) - 2 épisodes

### Comme scénariste
- 1998 : Fourmiz (Antz)
- 2000 : La Famille foldingue (Nutty Professor II: The Klumps) de Peter Segal
- 2002 : Pour un garçon (About a Boy)
- 2004 : En bonne compagnie (In Good Company)
- 2006 : American Dreamz
- 2012 : Monsieur Flynn (Being Flynn)
- 2015 : Grandma
- 2022 : Moving On
- 2025 : Murderbot (série TV)

### Comme acteur
- 2000 : Chuck&Buck : Sam
- 2000 : Le Club des cœurs brisés (The Broken Hearts Club: A Romantic Comedy) : Assistant Director
- 2004 : See This Movie : Filmmaker Who Isn't Wim Wenders
- 2017 : Les Bonnes Sœurs (The Little Hours) de Jeff Baena : Lurco